# Daniel William Coquillett
Daniel William Coquillet (Pleasant Valley, 23 gennaio 1856 – Atlantic City, 7 luglio 1911) è stato un entomologo statunitense, che studiò in particolare i Diptera.

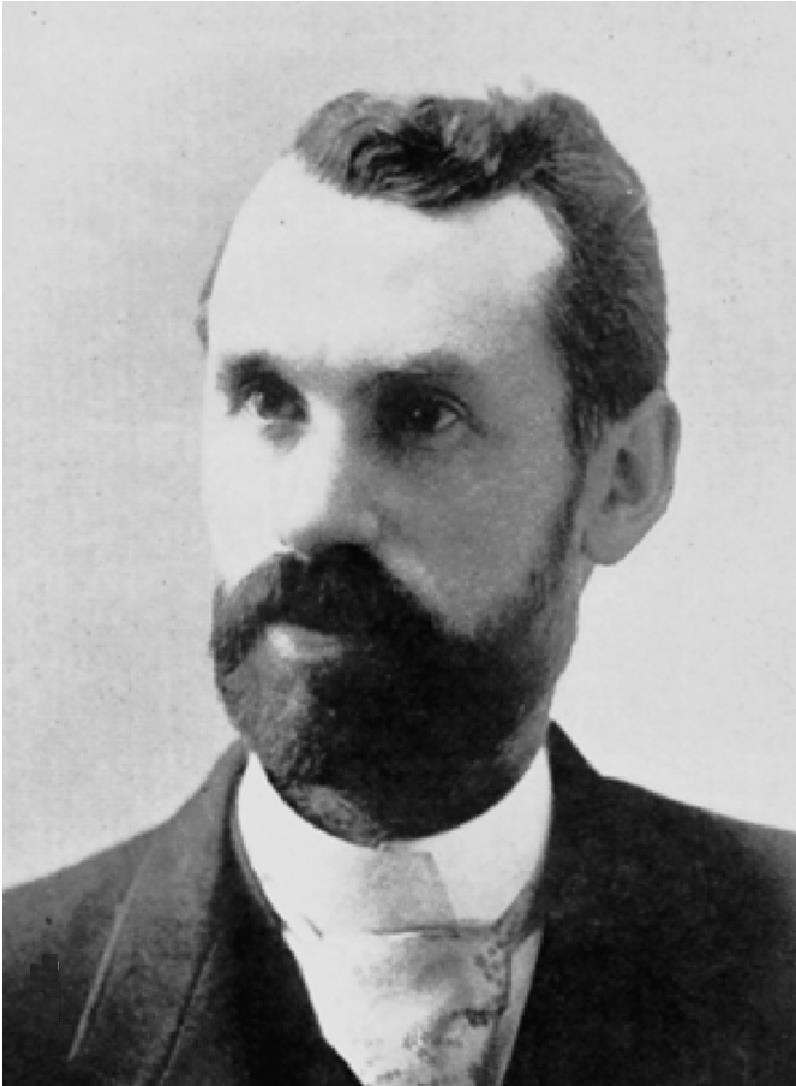
Daniel Coquillett.

Scrisse la revisione della famiglia dei Diptera Therevidae e molti altri articoli scientifici in cui descriveva molte nuove specie e generi di Diptera.